# Kingstanding
Kingstanding est un quartier du nord de Birmingham dans les Midlands de l'Ouest en Angleterre. Le ward de Kingstanding comporte deux quartiers:  Perry Common et  Witton Lakes.
On y trouve un réservoir souterrain d'eau potable, Perry Barr Reservoir (en) dont la construction a été achevée en 1942.

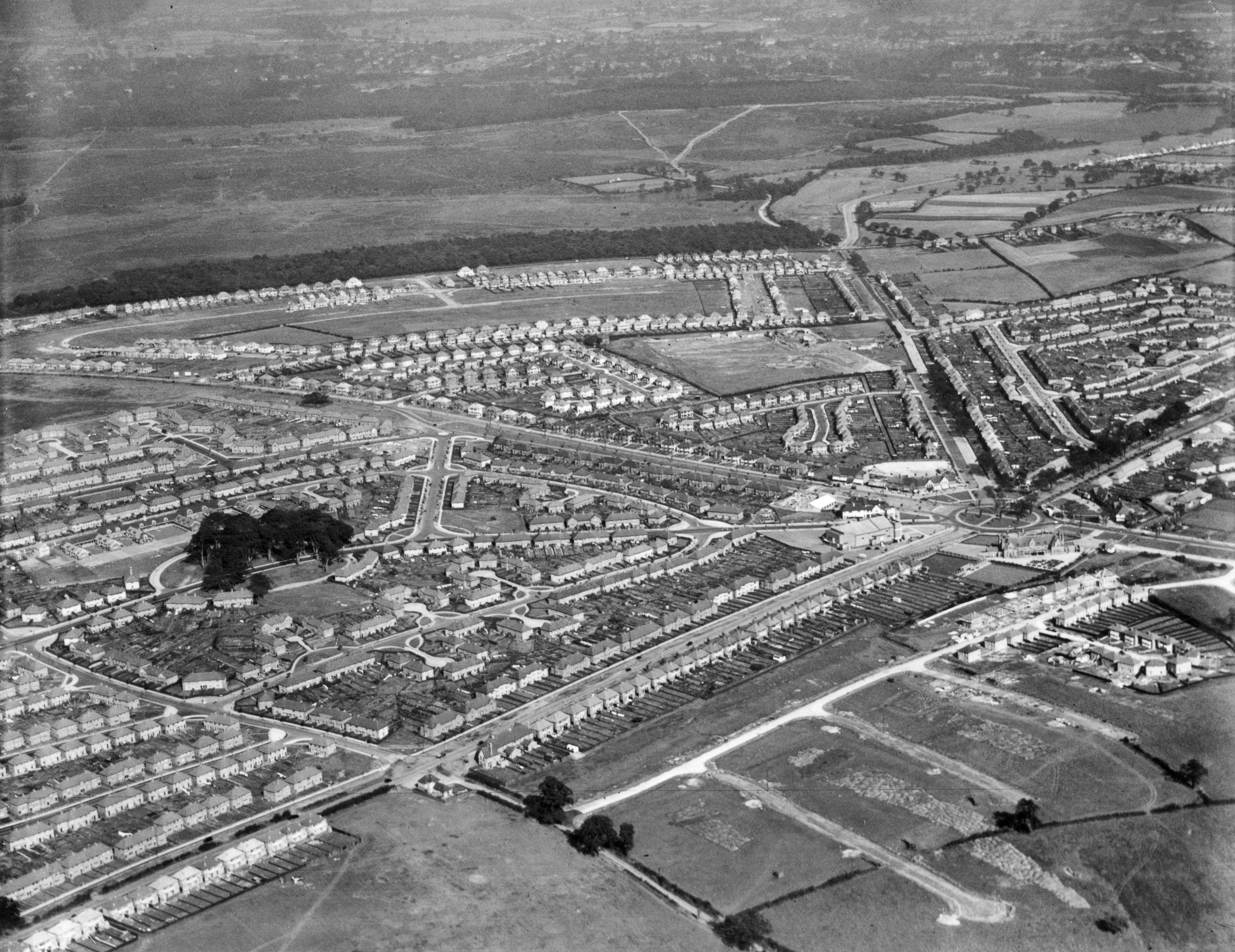
Le quartier de Kingstanding en cours de construction en 1938.